# Michael McCarthy (biskup)
Michael Fabian McCarthy (ur. 13 września 1950 w Toowoombie) – australijski biskup rzymskokatolicki, biskup diecezjalny diecezji Rockhampton od 2014.

## Życiorys
Święcenia kapłańskie otrzymał 19 sierpnia 1978 i został inkardynowany do archidiecezji Brisbane. Pracował głównie jako duszpasterz parafialny, był także m.in. dyrektorem kilku kurialnych wydziałów, rektorem prowincjalnego seminarium oraz wikariuszem biskupim ds. duchowieństwa.
10 marca 2014 papież Franciszek mianował go biskupem diecezjalnym diecezji Rockhampton. Sakry biskupiej udzielił mu 29 maja 2014 arcybiskup metropolita Brisbane Mark Coleridge.